# Stéphane Peterhansel
Stéphane Peterhansel (Échenoz-la-Méline, 6 de agosto de 1965) é um automobilista francês de rali e ex-skatista. Ele é mais conhecido por ganhar o Rali Dakar por um recorde de 14 vezes.

## Biografia
Peterhansel venceu o Paris Dakar em 1991, 1992, 1993, 1995, 1997, e 1998, sempre correndo pela Yamaha e depois venceu novamente em 2004, 2005 e 2007 correndo pela Mitsubishi na categoria carros ao lado do navegador Jean-Paul Cottret, depois venceu novamente em 2012, 2013 correndo pela Mini e em 2016 e 2017 pela Peugeot, na categoria carros. Além de ter sido duas vezes campeão mundial de enduro e ter vencido várias outras provas importantes de enduro, além de ter sido o campeão francês de skate aos 13 anos de idade.
Peterhansel também venceu o desafio do deserto dos Emirados Arabes Unidos em 1996, 2002 e 2003, além de ter vencido os ralis da Tunisia em 2002 e 2004, o 24 horas de Chamonix em 1998, o Rali de Marrocos em 2004.

### Rally Dakar
| Ano  | Pos.                                               | Veículo                                            | Posição                                            | Etapas vencidas                                    |               |
| ---- | -------------------------------------------------- | -------------------------------------------------- | -------------------------------------------------- | -------------------------------------------------- | ------------- |
| 1988 | Moto                                               | Yamaha                                             | 18º                                                | 1                                                  |               |
| 1989 | Moto                                               | Yamaha                                             | 4º                                                 | 6                                                  |               |
| 1990 | Moto                                               | Yamaha                                             | DSQ                                                | 1                                                  |               |
| 1991 | Moto                                               | Yamaha                                             | 1º                                                 | 1                                                  |               |
| 1992 | Moto                                               | Yamaha                                             | 1º                                                 | 4                                                  |               |
| 1993 | Moto                                               | Yamaha                                             | 1º                                                 | 3                                                  |               |
| 1994 | Did not enter                                      | Did not enter                                      | Did not enter                                      | Did not enter                                      | Did not enter |
| 1995 | Moto                                               | Yamaha                                             | 1º                                                 | 4                                                  |               |
| 1996 | Moto                                               | Yamaha                                             | DNF                                                | 3                                                  |               |
| 1997 | Moto                                               | Yamaha                                             | 1º                                                 | 7                                                  |               |
| 1998 | Moto                                               | Yamaha                                             | 1º                                                 | 3                                                  |               |
| 1999 | Carro                                              | Nissan                                             | 7º                                                 | 0                                                  |               |
| 2000 | Carro                                              | Mega                                               | 2º                                                 | 2                                                  |               |
| 2001 | Carro                                              | Nissan                                             | 12º                                                | 0                                                  |               |
| 2002 | Carro                                              | Nissan                                             | DNF                                                | 1                                                  |               |
| 2003 | Carro                                              | Mitsubishi                                         | 3º                                                 | 6                                                  |               |
| 2004 | Carro                                              | Mitsubishi                                         | 1º                                                 | 2                                                  |               |
| 2005 | Carro                                              | Mitsubishi                                         | 1º                                                 | 4                                                  |               |
| 2006 | Carro                                              | Mitsubishi                                         | 4º                                                 | 3                                                  |               |
| 2007 | Carro                                              | Mitsubishi                                         | 1º                                                 | 0                                                  |               |
| 2008 | Event cancelled – replaced by Central Europe Rally | Event cancelled – replaced by Central Europe Rally | Event cancelled – replaced by Central Europe Rally | Event cancelled – replaced by Central Europe Rally |               |
| 2009 | Carro                                              | Mitsubishi                                         | DNF                                                | 0                                                  |               |
| 2010 | Carro                                              | BMW                                                | 4º                                                 | 4                                                  |               |
| 2011 | Carro                                              | BMW                                                | 4º                                                 | 1                                                  |               |
| 2012 | Carro                                              | Mini                                               | 1º                                                 | 3                                                  |               |
| 2013 | Carro                                              | Mini                                               | 1º                                                 | 2                                                  |               |
| 2014 | Carro                                              | Mini                                               | 2º                                                 | 4                                                  |               |
| 2015 | Carro                                              | Peugeot                                            | 11º                                                | 0                                                  |               |
| 2016 | Carro                                              | Peugeot                                            | 1º                                                 | 3                                                  |               |
| 2017 | Carro                                              | Peugeot                                            | 1º                                                 | 3                                                  |               |
| 2018 | Carro                                              | Peugeot                                            | 4º                                                 | 3                                                  |               |
| 2019 | Carro                                              | Mini                                               | DNF                                                | 2                                                  |               |
| 2020 | Carro                                              | Mini                                               | 3º                                                 | 4                                                  |               |
| 2021 | Carro                                              | Mini                                               | 1º                                                 | 1                                                  |               |